# Август Мошинський
Авґуст Фридерик Константій Мошинський (пол. August Fryderyk Konstanty Moszyński; 25 січня 1731, м. Дрезден, Німеччина — правдоподібно, кінець червня — початок липня 1786, Падуя / 11 листопада 1786, м. Венеція, Італія) — польський державний та громадський діяч, масон, граф, архітектор, колекціонер, економіст; керівник мистецьких і театральних справ при дворі короля Станіслава Авґуста Понятовського.

## Біографія

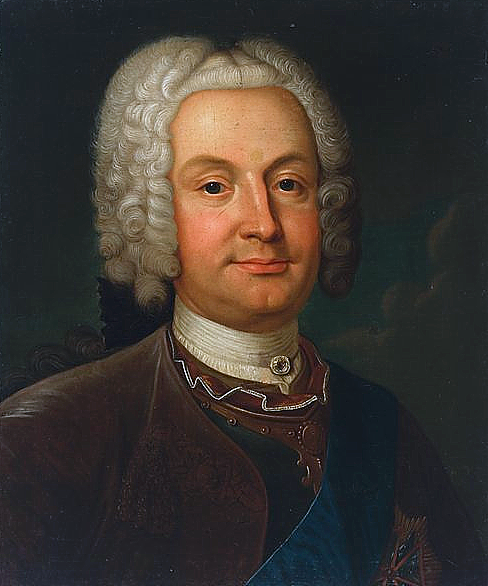
Портрет батька

Син ґостинінського старости Яна Кантія Мошинського та його дружини Фридерики Авґусти з графів Козелів — позашлюбної дочки польського короля Авґуста ІІ Сильного та його фаворитки Анни Констанції фон Козель. Графський титул Авґуст ІІ Сильний надав своїй доньці та її нащадкам. Братом Августа був Фредерік Юзеф Мошинський.
Після смерти батька 1737 року разом з братом опинився під опікою Генрика Брюля. Навчався у військовій школі у Дрездені. Отримав різносторонню освіту, в тому числі економічну (монетарні справи), архітектуру вивчав під керівництвом італійського архітектора при дворі Авґуста ІІІ Ґаетано К'явері, знання поглибив під час подорожі до Франції, Англії, Італії (тут колекціонував старожитності, зразки мистецтва; на його власну архітектурну концепцію значний вплив мав Собор Святого Петра в Римі). Як староста іновлодзький у 1750 році був послом від Інфляндії на екстраординаційний сейм. На початку квітня 1764 став одним з найбільших противників «Фамілії» (клану князів Чорторийських), зокрема, через тісні стосунки з Францішеком Салезієм Потоцьким. Один з чільних діячів «саського сторонництва» (зокрема, організував серед магнатів збір грошей; розпоряджався фінансами: видавав їх Каролю Радзивіллу, Анджею Мокроновському, Ґабріелю Подоському для «корумпування» послів виборного сейму; давав гроші для коронного війська, надвірної міліції Ф. С. Потоцького; не отримав на початку травня від королевича Ксаверія 50000 дукатів) поряд з Ґ. Подоським: 11 квітня 1764 разом з ним вів перемовини з Кайзерлінгом та Н. Рєпніним, вимагаючи пояснень через вторгнення російських військ. У Любовлі був підтриманий тільки Адамом Красінським, мав спротив зі сторони Каєтана Солтика, Єжи Авґуста Мнішеха.
Згодом перебрався з Дрездена до Польщі (Варшава). З 1764 творив колекції короля, був їх завідувачем. Став директором королівських будинків, опікуном Варшавського театру в 1765 р, займався організацією поліції. Кавалер орденів святого Станіслава (8 травня 1765 року), Білого Орла (19 січня 1775 року. В 1767 році зрікся пенсії від двору Сасів. Через надмірну щедрість та непрактичність став фінансово залежним від короля С. А. Понятовського. В 1772 році втратив посаду королівського будівничого (приписував інтригам наступника — Марчело Баччареллі). На думку багатьох сучасників, був причиною боргів короля. Організатор королівського «ґабінету» фізичного та астрономічного. 1 квітня 1784 року виділив кошти для випробування повітряної кулі Ян Снядецькому. Організував хімічну лабораторію..
Фінансові проблеми призвели до погіршення стану здоров'я, через що просив короля дозволу виїхати до Італії. Король погодився надати кошти для поїздки; через Прагу, Нюрнберг, Страсбург виїхав під псевдонімом «граф Лєщков». Перебував у Флоренції, Римі, Генуї, Марселі, Неаполі. Дорогою додому кілька тижнів перебував у Венеції.

## Уряди
Стольник великий коронний — отримав 6 червня 1752 року разом з пенсією (через борги 28 січня 1775 року продав Францискові Олізару); староста: іновлодзький (був до 23 листопада 1754 року), димерський (з 1757 року, потім відступив Евстахієві Потоцькому), ситихівський (у 1765 році відступив брацлавському воєводі Станіславові Любомирському). З 1781 по 1786 був опікуном «Організації національних акторів».

## Сім'я
Дружина — Теофіля з Потоцьких (шлюб 1755 року) — донька київського воєводи Станіслава Потоцького, внучка великого коронного гетьмана Юзефа та його другої дружини Людвіки з Мнішеків Потоцьких. Мали сина Яна Непомуцена. Переїжджаючи з Дрездена до Варшави, уклав з дружиною угоду, за якою віддавав їй земські маєтності взамін за ренту. Розлучився з нею в 1764 році.

## Масон
Був діяльним з часів Сасів. Під час Семилітньої війни відновив діяльність Варшавської ложі «Три брати». В 1769 році був обраний магістром варшавської ложі св. Яна під назвою «Verteueux Sarmate». Потім сприяв її поділу на три ложі (польську, німецьку, французьку), які становили «Велику варшавську ложу». Мав найвищий масонський ступінь «золотого та рожевого хреста». Написав для короля «Mes observations». На день св. Яна 24 червня 1770 року в його домі відбулися незвично величні та хвальковиті вільномулярські урочистості.

## Роботи, рукописи
- проєкт спорудження в 1749–1779 роках домініканського костелу в Тернополі (від 1989 — катедральний собор Непорочного Зачаття Пресвятої Богородиці УГКЦ),
- 1761–1779 — костел Святої Трійці в містечку Микулинці (нині смт Теребовлянського району Тернопільської області).
- перебудова фасаду замку в Уяздові (роботи тривали 8 років, не реалізований, коштовний)
- проєкт королівського палацу (взірець — палац у Марлі)
- значна частина рукописів (у тому числі багато проєктів, листів) перебувають у фондах Бібліотеки Чорторийських у Кракові.[14]